# Euxoa flaviscapula
Euxoa flaviscapula är en fjärilsart som beskrevs av Smith 1900. Euxoa flaviscapula ingår i släktet Euxoa och familjen nattflyn. Inga underarter finns listade i Catalogue of Life.